# Carl Fredric Aschling
Carl Fredric Aschling, född 18 juli 1751 i Stockholm, död 5 juli 1820 i Härnösand, var en svensk militär och ämbetsman.

## Biografi
Aschling var son till hovrättsrådet Jonas Aschling. Han blev student vid Uppsala universitet 1759 och gjorde därefter upprepade resor med olika handelsfartyg 1765–72. År 1768 blev Aschling volontär vid flottan, 1769 lärstyrman vid galärflottan och 1770 medelstyrman. Aschling undergick löjtnantsexamen 1771, blev löjtnant vid galärflottan 1774 och sjöartillerilöjtnant 1774. Han kom att inta en framskjuten ställning inom sjöartilleriet och gav 1773–1786 undervisning inom ämnet, inrättade 1774 ett laboratorium för studier inom ämnet och införde kanonexercis för Stockholmseskaderns artilleriofficerare. Under åren 1776–77 var Aschling konstruktör och besiktningsman för kanontillverkningen vid Åkers, Stavsjö och Hällefors bruk i Södermanland blev major och artillerikapten vid arméns flotta 1778. Han sysselsatte sig 1779–83 med olika skjutförsök. Ett förslag till kanonkonstruktion gjordes redan 1775 men kom att inlämnas först 1803. Under Gustav III:s ryska krig deltog Aschling 1788 som tygmästare och divisionschef och ledde samma år galärflottans utredning angående artilleriet. 1789 förde han befälet över flottan vid Helsingfors. Aschling kom redan 1788 att yrka på större fartyg med starkare artilleri för skärgårdsflottan, men lyckades då inte vinna gehör för sina tankar. Året därpå lade han dock fram sina synpunkter för Carl August Ehrensvärd och fick även Gustav III:s gillande och sändes till Karlskrona för att i samråd med Fredrik Henrik af Chapman utarbeta en ny fartygstyp. Av denna nya fartygstyp, Hemmematypen, byggdes under vintern 1789–90 flera fartyg som i slaget vid Svensksund visade sig vara fördelaktiga. Efter slaget, där Aschling inte deltog, fick han befäl över svenska brigaden av skärgårdsflottan, vars uppläggande han efter freden fick ombesörja. Han blev överstelöjtnant och tygmästare 1791, överste i armén 1799 och 1803 överste i arméns flotta. 
År 1803 var Aschling ledamot av lantartillerikommittén och blev 1805 besiktningsman av kanoner och ammunitionssorter för flottorna. Samma år utarbetade han en Praktisk afhandling i sjö-artilleriet. 1806 blev Aschling sekundchef för Stockholms eskader, 1808 konteramiral och adlades 29 juni 1809. Han utnämndes 1812 till landshövding i Gotlands län, där han samtidigt även blev militärbefälhavare. Som sådan vidtog han bland annat 1812–14 åtgärder för nationalbeväringens vidmakthållande. 1816 sökte han förgäves transport till Västmanland. 1817 ådrog han sig misstankar om majestätsbrott i samband med att ett antal personer på Karlsdagen låtit dricka "Gustav V:s skål", vilket ledde till att han entledigades från landshövdingebefattningen och kallades till Stockholm att förklara sig. Han lyckades dock förklara sin oskuld och utnämndes därefter till landshövding i Västernorrlands län. Ett av hans mer originella förslag var införandet av en särskild högtidsdräkt för allmogen i länet. Han tog även livlig del i hushållningssällskapens verksamhet, var ordförande Västernorrlands läns hushållningssällskap och utarbetade nya stadgar för sällskapet.

## Utmärkelser
- Ledamot av Kungliga Örlogsmannasällskapet 1775, dess sekreterare 1776
- Ledamot av Kungliga Patriotiska Sällskapet 1784
- Ledamot av Krigsmannasällskapet 1796
- Ledamot av Pro Fide et Christianismo 1800
- Hedersledamot av Jämtlands läns hushållningssällskap
- Riddare av Svärdsorden 1798
- Kommendör av Svärdsorden 1811
- Hedersledamot av Krigsvetenskapsakademien 1813